# حسین لعیبی
حسین لعیبی (عربی: حسين لعيبي؛ زادهٔ ۱ ژوئیهٔ ۱۹۵۳) بازیکن فوتبال اهل عراق بود.

از باشگاه‌هایی که در آن بازی کرده‌است می‌توان به باشگاه فوتبال الشرطه (عراق) اشاره کرد.
وی همچنین در تیم‌های ملی فوتبال زیر ۲۰ سال عراق و عراق بازی کرده‌است.